# Методи Шаторов
Методи Тасев Шаторов с псевдоними Стария българин, Шарло, Панайот е деец на БРП(к) и един от значимите ръководители на македонските комунисти. Участник в Съпротивителното движение по време на Втората световна война, командир на Партизански отряд „Панайот Волов“, командир на Трета Пазарджишка въстаническа оперативна зона на Народоосвободителната въстаническа армия.

## Биография

### Ранни години
Методи Шаторов е роден на 10 януари 1898 година в град Прилеп, тогава в Османската империя. Завършва българска екзархийска прогимназия в Прилеп, а след това Скопското българско педагогическо училище. Участва в Първата световна война в българската армия.
След окончателната анексия на Вардарска Македония от сърбите и оттеглянето на българската администрация през 1918 година емигрира в София.

### Издигане в комунистическата йерархия
През 1920 г. се включва в БКП (т.с.), и по-късно става секретар на Ючбунарския район. През 1923 година участва в Септемврийското въстание. Член е на Централна емигрантска комисия (ЦЕК) към БКП (т.с.) заедно с Христо Калайджиев и Христо Москов. От началото на 1924 година е член на Софийския окръжен комитет на комунистическата партия. Един от основателите през 1925 г. а по-късно и активен участник във ВМРО (обединена). В 1928 година е арестуван в България за нелегална дейност, но през юли 1929 година е освободен и емигрира в СССР. В Москва Шаторов завършва Комунистически университет по въпросите на националните малцинства, след което работи в Заграничното бюро на БКП.
В България се връща нелегално през 1933 година и се включва в активностите на ВМРО (Об.). Работи във връзка с изпълнение на решението на Коминтерна от 1934 г. за признаване на македонска нация, както и по проекта за изграждане на Балканска федерация. През 1935 г. полицията влиза в дирите му и той повторно заминава в СССР. През 1936 година е осъден задочно на 5 години и 50 000 лева глоба от българския съд на Процеса срещу ВМРО (обединена). Издига се до член на ЦК на БКП, като от февруари 1937 до октомври 1939 г. завежда задграничния пункт на БКП в Париж, където става функционер и на Коминтерна. В Париж остава до ноември 1939 година, когато се връща в Прилеп. Изпратен е в Югославия за да оглави Покрайненския комитет на Македония на ЮКП.
В началото на 1940 г. е избран за секретар на Покрайненския комитет на Македония на Югославска комунистическа партия. Той заедно с другарите си застава на становището, че македонските славяни трябва да се борят за отделяне от Югославия. През есента на същата година е избран за член на ЦК на ЮКП заедно с Милован Джилас и Йосип Броз Тито. Още преди катастрофата на Кралска Югославия, през време на управлението на коалиционното правителство Цветкович-Мачек, Шаторов се противопоставя енергично на хегемонистичната сръбска политика във Вардарската Бановина и иска изгонването на Сръбските колонисти от Вардарска Македония, а в навечерието на немското нападение Шаторов се противопоставя на партийната линия за отбрана на страната.

### След разгрома на Югославия
След разгрома на Югославия през април 1941 г. от Вермахта Методи Шаторов установява контакт с ръководството на БРП в София. Организират се куриерски служби, сериозна е и връзката със задграничното представителство на партията. По инициатива на Методи Шаторов Покраинският комитет на ЮКП става ПК на Българската работническа партия (комунисти) в Македония, а от ръководството му са отстранени сърбите Блажо Орландич и Добривое Видич.Назрява сериозен конфликт между него и Тито, заради благосклонното отношение на Шаторов към създаването на българските комитети във всички градове на Македония непосредствено след влизането на германските и преди навлизането на българските войски. На практика с последващата анексия на региона от България е осъществено и доброволното вливане на регионалните звена на ЮКП в БКП, което става с одобрението на българските комунисти. Мнозинството от местните комунисти приветстват анексията, като пробългарските чувства на македонското население през този период не подлежат на съмнение. Трябва да се има предвид, че през 1939 г. Третият райх и СССР са подписали пакт за ненападение и на практика действат като съюзници, което поставя България в благоприятна позиция на международната арена.
На 22 юни 1941 г. Вермахтът неочаквано нахлува в СССР, което коренно променя стратегическата ситуация. Използвайки хода на политическите събития, Тито упражнява натиск върху Шаторов и разпраща писма до Коминтерна, Йосиф Сталин и Георги Димитров, а Лазар Колишевски пряко започва да влияе върху ръководството на БРП, което защитава Методи Шаторов. През август 1941 година Шаторов заедно с Перо Ивановски и Коце Стояновски се противопоставят на Драган Павлович и Лазар Колишевски, които носят писмо от Тито, в което се изисква да се започне въоръжена съпротива срещу българските власти. На 17 август 1941 година на конференция на Областния комитет на ЮКП Петър Богданов като представител на ЦК на БРП официално потвърждава желанието за присъединяване на МКП към БРП и защитава Шаторов. Богданов и Павлович решават да изчакат решението от Коминтерна по въпроса и да не разпускат още областния комитет. Той от своя страна изключва Лазар Колишевски от партията за фракционна дейност. Изпълнителният комитет на Коминтерна взема решение, с което администрирането на ПК в Македония се връща на ЮКП. След това Шарло незабавно е изключен от ЮКП, а през септември губи и поста си на ръководител на македонските комунисти. Заедно с него е отстранено и цялото им тогавашно ръководство заради оказаната поддръжка на Шаторов.

### Участие в българското Съпротивително движение
Като член на БРП отново е принуден да се върне в старите граници на България и заминава за Пловдив, където оглавява военната комисия на ОК на БРП. В началото на 1942 г. Шаторов отива в София по нареждане на партийното ръководство като е назначен за секретар на ОК на БРП. Той е един от ръководителите на проявите в защита на евреите в София, на осигуряването на съюзници и формирането на комитети на ОФ. Играе активна роля в организирането на терористични актове, като убийството на политика от десницата Христо Луков.
През пролетта на 1943 г. е партизанин в Партизански отряд „Панайот Волов“. Определен за командир на Трета Пазарджишка въстаническа оперативна зона на НОВА. До септември 1944 г. води 3 големи сражения, като последна за него е битката при Милеви скали.

### Семейство
Шаторов живее на семейни начала с Мария Петрова, с която нямат брак, но той признава родената през 1938 г. от съжителството им в Париж – Кремена за своя дъщеря. Мария заболява тежко и умира в София през 1941 г. Дъщеря му загива в авиокатастрофа край Братислава през 1966 г., като оставя син на име Бойко, роден през 1963 г.

### Неясноти по гибелта на Шаторов
На 4 септември 1944 година се води битката при Милеви скали на 240 партизани с армейски и полицейски части. Загиват 12 партизани. Методи Шаторов е тежко ранен. Според извършената впоследствие аутопсия на откритото му тяло той умира около 4 – 5 дни след това, без да бъде открит.
И до днес съществуват множество неясноти около смъртта на Методи Шаторов. Според някои източници Тито и ЮКП осъждат Шаторов на смърт заради антиюгославската му позиция във Вардарска Македония. Макар че не са запазени писмени документи за тази присъда, изключително остър е конфликтът между ръководителите на ЮКП и Методи Шаторов и сподвижниците му. Не е прецедент такива конфликти да се решават с поръчкови убийства, което е характерно за практиката на комунистическите партии на Балканите.
Въпреки че след 1944 г. на Методи Шаторов са наименувани редица обекти и са му издигнати няколко паметника, дейността му не е достатъчно популяризирана, а част от успехите и заслугите му са приписвани на други. Цола Драгойчева в спомените си определя Тодор Живков за главен застъпник на евреите по време на войната, като забравя изобщо сериозната дейност на Методи Шаторов по този въпрос. След 1944 г. повечето от сподвижниците на Шаторов в СФРЮ са елиминирани от новите власти, а едва през 2005 г. той е частично реабилитиран в Република Македония.

## Мнения за Шаторов
Йосип Броз Тито:
| „ | Драги другари, постъпката на „Стария Българин“, който беше отговорен за нашата работа в Македония, се показа не само антипартийна, но и контрареволюционна. 1. Той саботира издаването на прокламацията на ЦК на ЮКП и зае националистическа позиция. 2. Той скъса всички връзки с ЦК на ЮКП след окупацията и не се отзова на поканата на ЦК да се яви. 3. Той зае неприятелска позиция спрямо сръбските другари, зае позиция, която с нищо не се различава от позицията на македонската реакционна буржоазия. | “ |

Светозар Вукманович-Темпо:
| „ | Със сменянето на Шарловото ръководство не бяха унищожени в ядрото си остатъците от неговата злодейска фракционерска дейност. Навсякъде по партийните организации се чувствуваше нездравото наследство от реакционнерската дейност на Шарловото ръководство ... Партийните организации в организационно отношение са почти в разложение. Фракционерската дейност на Шарловото ръководство е с дълбоки корени в партийните организации ... | “ |

Лазар Колишевски:
| „ | А когато на 6-и април Югославия беше нападната, вместо да готви масите за отбрана на страната, той издигна лозунга за побратимяване на войниците на фронта..... Шарло издигна лозунга за създаване на Национален фронт с всички противници на великосръбския режим, без оглед дали са михайловисти, прикрти фашисти и разпалвачи на омраза против братския сръбски народ. Той не целеше нищо друго, освен една сляпа борба против великосръбския режим ... | “ |

Цветко Узуновски, министър на вътрешните работи на СР Македония през 1944 – 1945 година:
| „ | Теорията (на Шарло), че българската фашистка войска не била окупаторска, и актът да се предаде оръжието на окупаторската власт... открито отрича националния въпрос на Македония и в неговата великобългарска душа Македония значеше само една българска покрайнина, където живеят българи, а не македонци, със свои отделни национални отлики и чувства... Оттук е ясно защо Шаторовото ръководство приканваше македонския народ чрез листовки към подмяна на българската фашистка власт, а не към въоръжена борба за прогонване на българските окупатори от нашата земя. | “ |

| „ | Тези теории, както и подобни други бяха възобновени и през 1942 г., та дори и до края на освобождението на нашия народ... И днес ние сме принудени да се борим против схващанията на някои хора, които поради все още неразчистени великобългарски илюзии измислят и разпространяват разни теории против нашия език, против нашата националност, фалшифицират нашата национална история и подбуждат против Народна република Македония. | “ |

Вера Ацева, партизанка и братова внучка на войводата Мирче Ацев:
| „ | ... Ако се чете внимателно и ако се гледа с политическо око, ще се види, че дълбоко в душата си М. Шаторов е българин. Той говори за Македония, но в подтекст за българска Македония, български македонци. Не казва български, но се подразбира, цялото му поведение през лятото на 1941 година като секретар на Покраинския комитет е ориентирано към това Македония да бъде съставна част на България. Аз лично го познавам – работила съм с него, била съм член на Покраинския комитет и затова мога по-добре да преценявам. | “ |

През 1970 година в книгата "КПЮ в решаването на македонският въпрос" на историка Александър Христов Шаторов е обвинен в опит за създаване на национален фронт, заедно със всички противници на Великосръбският режим, независимо дали са Ванчомихайловисти, "прикрити фашисти и разпалвачи на омраза спрямо братският сръбски народ".
В предговора на книгата на историка Димитър Галев от 1995 "Тодор Александров - от автономия до самостоятелна държава" се признава, че изследвайки причините защо партизанското движение в Източна Македония през 1941 - 1942 изостава в сравнение с тези в другите части на бившето Кралство Югославия, анкетирайки съвременници на събитията, противно на десетилетната югославска пропаганда с изненада е научил, че почти никой от анкетираните не се е отнасял негативно към дейността и възгледите на Методи Шаторов и Бане Андреев по време на войната, а още по-позитивни са били нагласите към ВМРО на Тодор Александров.

## Галерия
- Уверение, издадено от югославските власти на Методи Шаторов
- Лична карта на Методи Шаторов
- „Пословна книжица“ на Шаторов
- Рефератът „Защо българската фашистка диктатура провежда след 19 май открита противомакедонска политика“, 1937 г.